# Cindy Williams
Cynthia Jane "Cindy" Williams, född 22 augusti 1947 i Van Nuys, Los Angeles, Kalifornien, död 25 januari 2023 i Los Angeles, var en amerikansk skådespelare.
Hon blev mest känd för att ha haft en av huvudrollerna i 70-talsserien Laverne and Shirley, i Sverige sänt på Kanal 5. Serien var en så kallad spin-off på serien Gänget och jag, och skådespelare från de olika programmen medverkade ofta i det andra. Williams gjorde sin mest framträdande roll i George Lucas film Sista natten med gänget, där hon spelade flickvän till Ron Howard, som ju också spelade i Gänget och jag.